# Burry Stander
Burry Willie Stander (16 de setembro de 1987 — 3 de janeiro de 2013) foi um ciclista de montanha sul-africano.
Nos Jogos Olímpicos de 2008, realizados em Pequim, Stander terminou em 15º na corrida cross-country de mountain bike. Nos Jogos Olímpicos de 2012, realizados em Londres, Stander terminou em quinto, também competindo no cross-country.
Stander foi atropelado e morto por um táxi, enquanto estava treinando em Shelly Beach, África do Sul, em 3 de janeiro de 2013.